# Olios morbillosus
Olios morbillosus är en spindelart som först beskrevs av MacLeay 1827.  Olios morbillosus ingår i släktet Olios och familjen jättekrabbspindlar. Inga underarter finns listade i Catalogue of Life.